# 動畫式行人專用號誌

首創於臺灣臺北市的動態式小綠人

動畫式行人專用號誌，或稱為行人倒數計時顯示器，暱稱小綠人，是臺灣一種被廣泛使用的行人專用交通號誌。其分成上下方兩個燈面，上方是通知行人燈號即將變化的「倒數計時讀秒顯示」，下方則為七個動作組成的動畫小綠人走動畫面，因而得「小綠人」之名。

## 號誌起源
行人交通號誌的小紅人、戴帽小綠人是東德交通心理學家卡爾·佩格勞（Karl Peglau）於1961年在當時的東柏林推出。該號誌以紅人代表禁止通行，戴帽小綠人代表通行，此號誌一般來說，皆使用於行人橫越馬路，充當指示警告使用。小紅人、小綠人在德文裡有一個字就叫做「交通號誌小人」。2000年代之前，包含柏林市的各地類似的行人專用小綠人交通號誌卻是固定行走姿勢，在圖象表徵上並不會動。

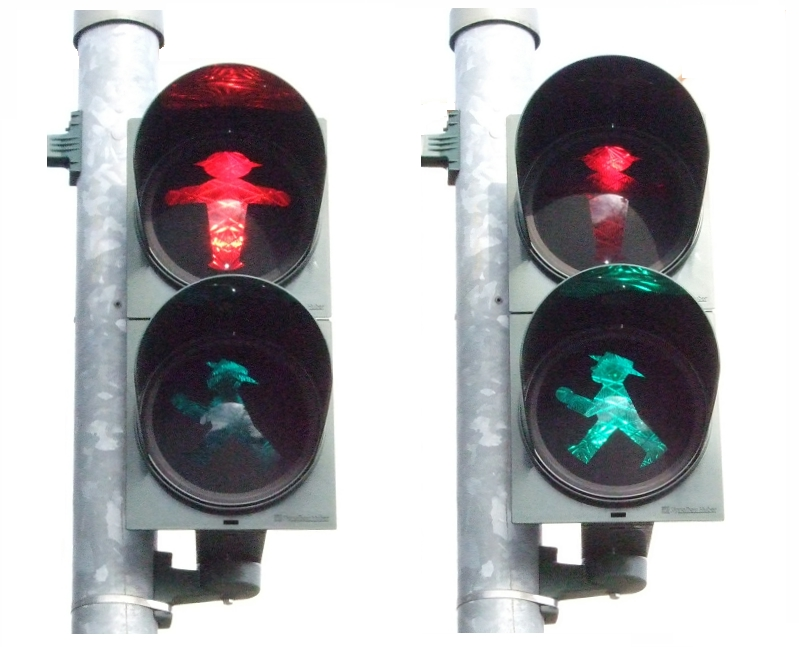
東德（今德國）的「交通號誌小人」（Ampelmännchen）

## 動畫小綠人（有計時功能）
1998年，臺北市參考世界部分城市做法，擬將本有單純紅綠立姿兩變化的小綠人圖案附加計時功能。於同年度年底開始對「動態式行人穿越道路指示燈」進行測試安裝。
該號誌符合交通部頒布的《道路交通標誌標線號誌設置規則》標準，主要功能在提高行人觀視號誌的接受度。該號誌最主要變革是在維持世界通用的「紅停綠行」的行人號誌外，加入了通知「轉換紅燈」的讀秒倒數計時燈面與人形走動的動畫畫面。

## 樣式規格

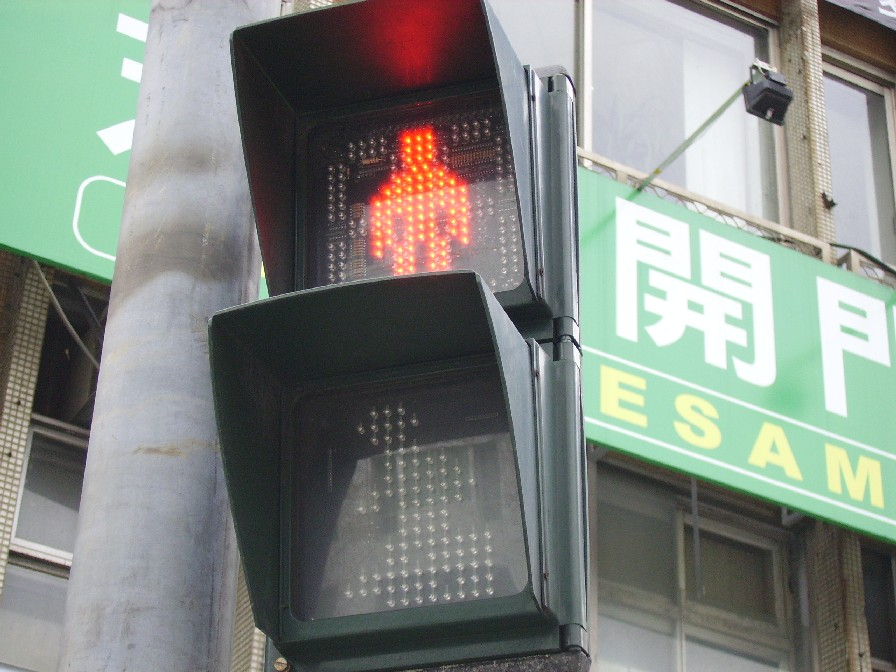
小綠人的紅燈

臺北市政府試用的動態式行人穿越道路指示燈，其規格如下：
- 人形走動：該走動畫面由七個不同人形圖案組成，利用人眼視覺暫留特性產生人形走動或快跑的動畫顯示。人形走動速度約有慢、快兩段（或慢、快、極快三段）：當路口號誌控制裝置將行人專用號誌燈號切換至綠燈時，人形以慢速走動；當倒數計時器倒數至一定秒數時（視路寬設定，通常為14秒），人形動畫改以快速走動；剩餘10秒時，人形動畫改為跑步並會閃爍。
- 倒數計時：當路口控制裝置將行人專用號誌燈號切換為綠燈時，倒數計時顯示之數字表示號誌轉換成紅燈所剩餘的時間。倒數計時器為固定兩位數（最大99秒）開始倒數至零。若綠燈時間超過兩位數（即100秒以上），則倒數至99秒後，才開始顯示正常數字倒數至零。另外在6與9也不同設計，6上面少一橫，9下面少一橫。綠燈時倒數計時數字顏色為黃色或者綠色，紅燈則為紅色。
- 站立人形紅燈：當行人路口控制裝置送出「禁止行走」信號給行人紅燈時，上方本來的計時顯示器轉以紅色站立人形顯示，下方原有的行人動畫LED燈則完全熄滅，改亮紅燈倒數。(紅燈倒數目前只有在基隆、台中、彰化、雲林使用)

## 啟用

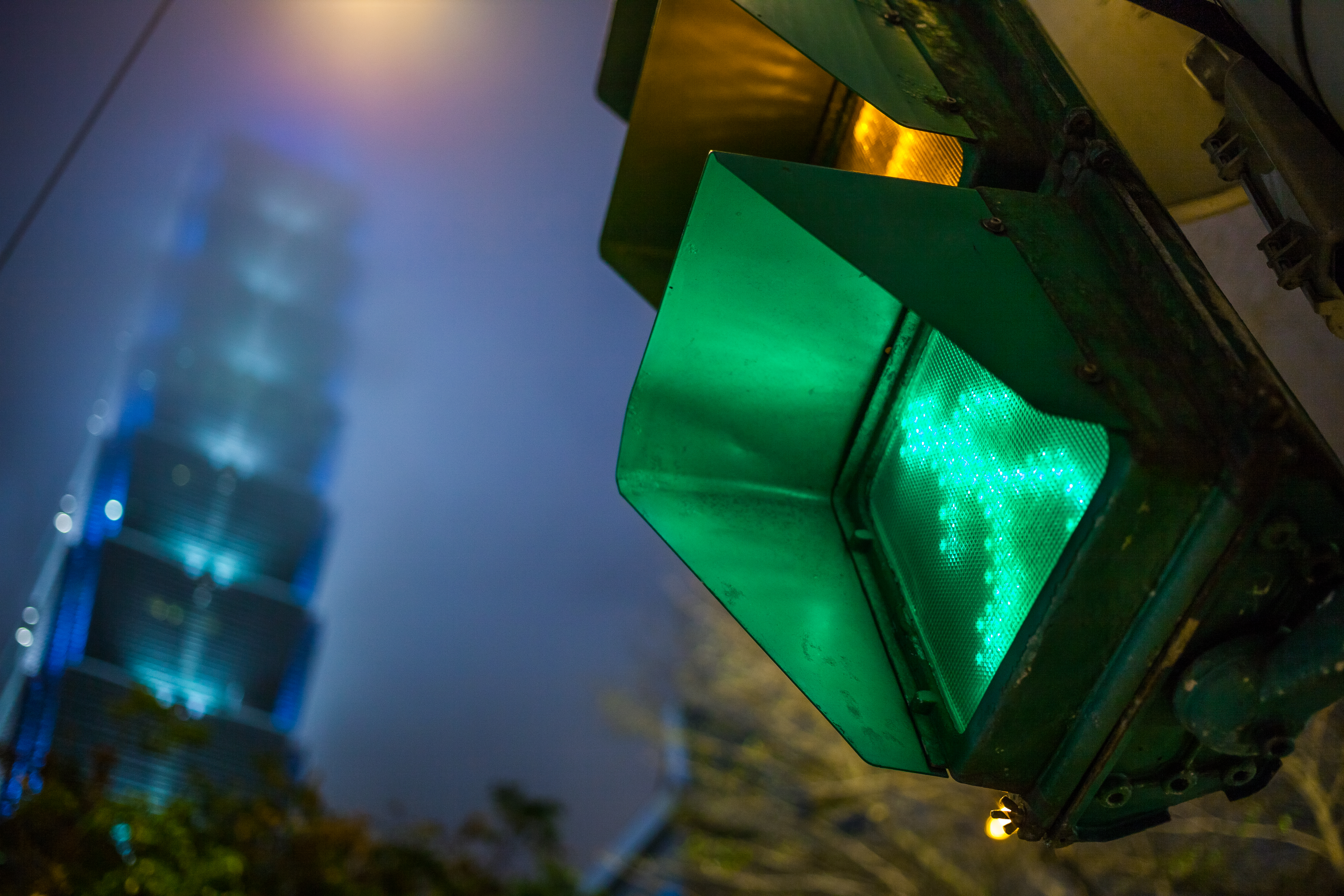
首座正式啟用的動態小綠人，位於臺北市松智路與松壽路口

1999年初，「小綠人」裝置獲得臺北市的採用。決定以號誌作為原型規範，即日起漸進更換全市行人交通號誌。小綠人號誌在中華民國交通部修訂之《道路交通標誌標線號誌設置規則》下，將其納入。

## 推廣
因為該號誌人性化設計及極富饒趣動畫，2000年初，行人倒數計時顯示器開始漸進裝置於臺北市千多處路口，之後更普及全臺灣及國外。

## 專利爭議
永琦科技總經理張銘順於2005年9月向臺北市政府抗議，聲稱自己才是小綠人的原始創作者，由於與交通局主張版權屬於交通局的說法不同，張銘順聲稱將以法律途徑解決此事件。亦有另一位民眾李榮耀因取得倒數讀秒專利，向多個縣市政府提出侵權訴訟，但均遭到駁回。台北市交通局稱是台北市議員至國外考察後，希望交工處參考國外做法，相關訴訟最後法院也判決交通局勝訴確定。

## 慶祝
2016年3月18日，Google更改其首頁的Google Doodle以慶祝小綠人17歲生日。
2019年9月25日，中華郵政發行智慧運輸主題郵票，小綠人為其中一款。

## 外部連結
- 交通小綠人專利權爭議
- 小綠人與小綠妹 （页面存档备份，存于）